# Линия A (метрополитен Буэнос-Айреса)
|                         | Площадь Мая    |
|                         | Перу           |
|                         | Пьедрас        |
|                         | Лима           |
|                         | Саэнс Пенья    |
|                         | Конгресо       |
|                         | Паско          |
|                         | Альберти       |
|                         | Плаза Мисерере |
| Цвета линии в 1913 году |                |

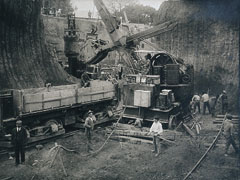
Строительство линии A.

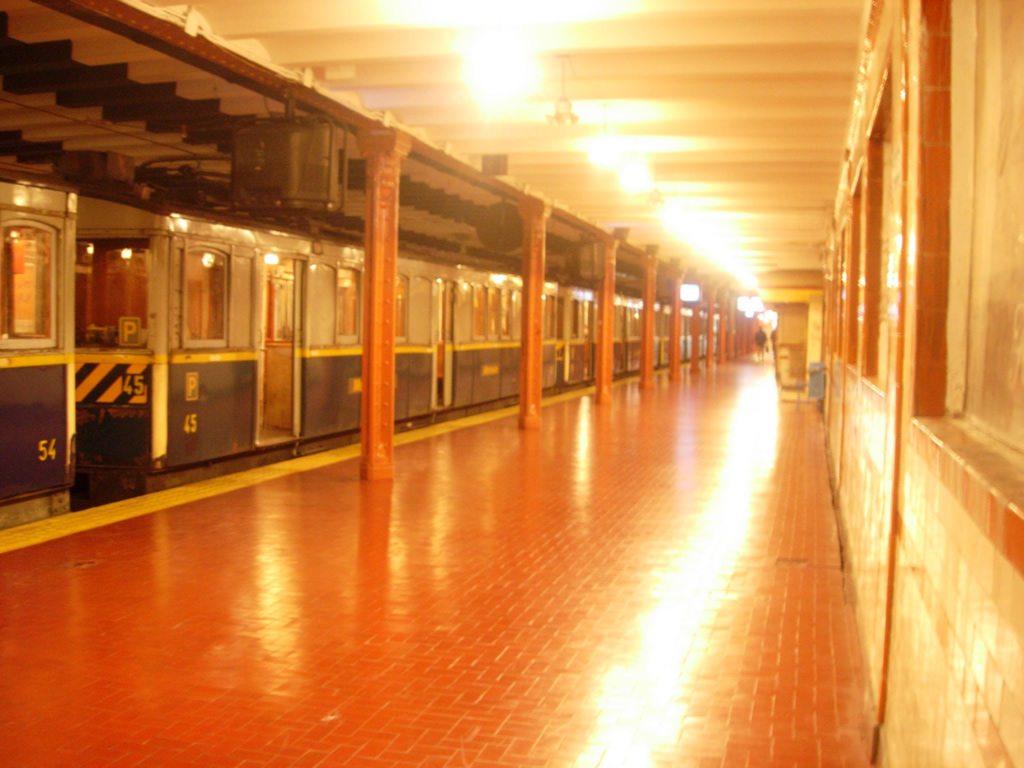
Интерьер станции Перу линии A.

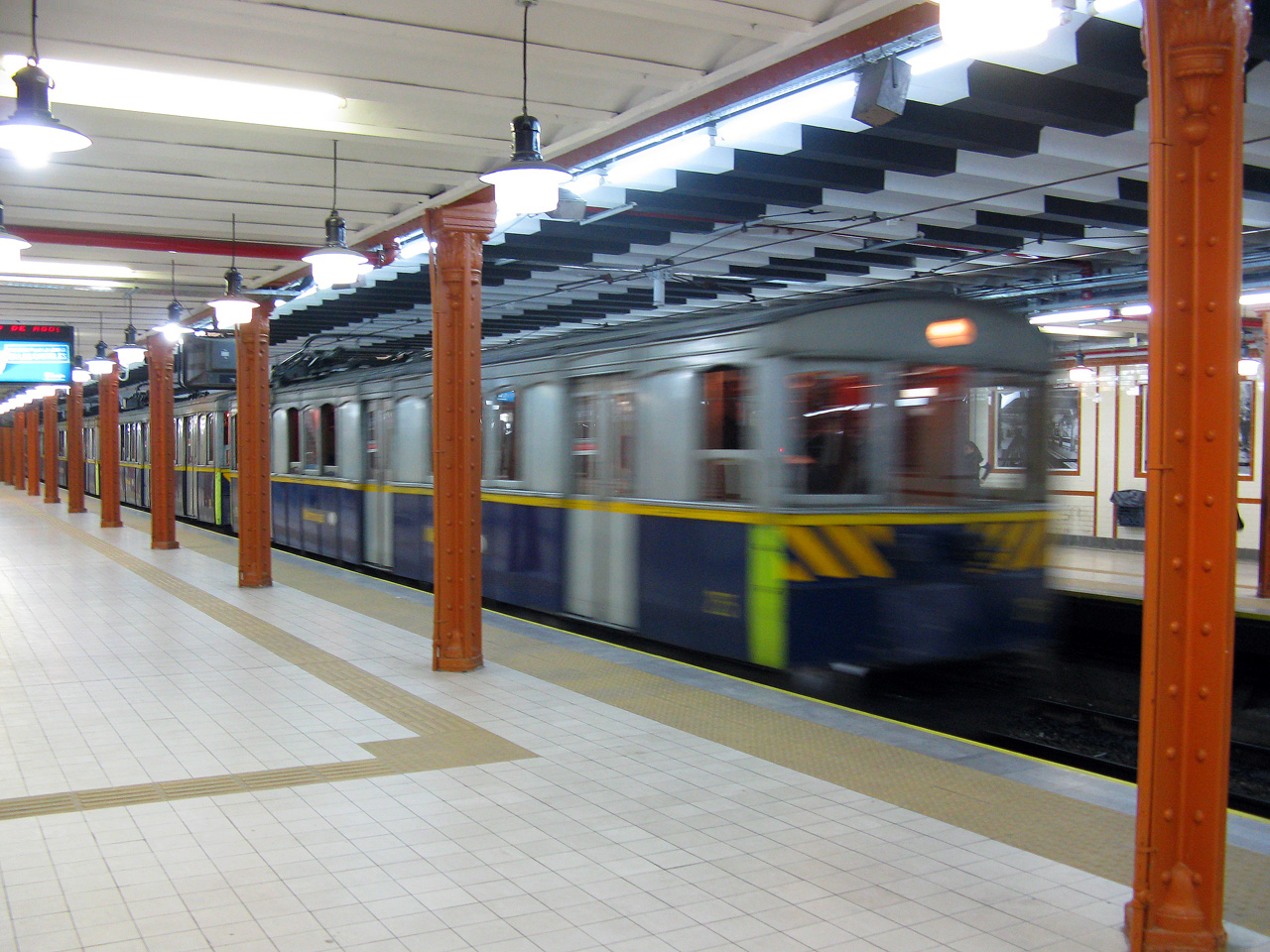
Станция Перу в 2009 году.

Линия А — старейшая линия метрополитена Буэнос-Айреса. На сегодняшний день насчитывает 18 станций. Линия является одной из шести линий метро в Буэнос-Айресе, открыта 1 декабря 1913 года стала первой линией метро в Латинской Америке, в южном полушарии и всех испаноязычных странах. Она простирается на 9,7 километра от станции Площадь Мая в от района Монсеррат до станции Сан-Педрито в районе Флорес. Основной поток пассажиров идёт по улицам Авенида де Майо и Авенида Ривадавия, линию метро используют около 250 000 человек в день. Карабобо была временной конечной станцией линии с 2008 года, а 27 Сентября 2013, были построены две новых станции: Сан-Хосе де Флорес и  Сан-Педрито. До 2013 года по линии ходили старые вагоны Brugeoise, бельгийского происхождения, построенные фирмой Ла Brugeoise et Nivelles, в течение 1910-х годов. С 6 марта 2013, на линии используются новые вагоны из Китая, которые производятся компанией CNR Corporation и приобретены  правительством страны.

## История
В первые десятилетия XX века в связи с ростом населения, интенсивность дорожного движения в Буэнос-Айресе значительно возросла. В 1903 году в городе насчитывалось 895 381 жителей, и город насчитывал 4791 автомобилей, в то время к 1913 году население города достигло 1457885 жителей  и 7438 существующих автомобилей. Из-за недостаточного охвата города трамвайной сетью, возникла необходимость создания новых видов общественного транспорта. Конгресс в 1909 году принял закон 6700, и с 28 декабря того же года по решению муниципалитета города Буэнос-Айреса началось строительство первой линии метро.
Решение построить линию было принято в 1903 году. 15 сентября 1911 началось строительство линии компанией Anglo Argentina, подрядчиком был Филипп Хольцман. В строительстве линии участвовало около 1500 рабочих и использовано 31 млн кирпичей, 108000 мешков цемента, 13.000 тонн железа и 90 тысяч квадратных метров изолировки. 1 декабря 1913 года линия с 9 станциями была открыта. Она стала первой линией метро в Латинской Америке. В 1914 линию продлили до станции «Кабарита» ( в 1923 переименована в «Примера Хунта»), и только в 2008 году были открыты 2 новые станции на участке «Примера Хунта» - «Карабобо». Протяжённость линии составляет более 10,7 км от станции Площадь Мая до станции Карабобо. Линия получила своё нынешнее имя, линия А, только 17 февраля 1939 года.
Линия метро Площадь Мая - Пласа Мисерере была открыта 1 декабря 1913 и на следующий день была открыта для публики, линией метро воспользовались 170.000 пассажиров, которые проехали на первом метро в Южной Америке. Таким образом, Буэнос-Айрес стал тринадцатым городом, где есть метро, вслед за Лондоном, Афинами, Стамбулом, Веной, Будапештом, Глазго, Парижем, Бостоном, Берлином, Нью-Йорком, Филадельфией и Гамбургом. Каждая станция имеет длину 100 м и имела особые фризы для легкой идентификации цвета, учитывая высокий уровень неграмотности, который существовал в то время.
Строительство станции Плаза Мисерере было проведено двумя компаниями,  CTAA и FCO. В то время станция имела два выхода для пересадки на железную дорогу, которая проходила в центре города, для чего служили две платформы. Южная платформа была ликвидирована в 1926 году поэтому решили расширить платформу, чтобы сделать её более удобной для пересадки.
Строительство продолжалось до постройки станции Рио-де-Жанейро открытой 1 апреля 1914, а 14 июля того же года открыта станция Кабаллито, переименована в 1923 году в Примера Хунта. Станция Примера Хунта станции была построена в середине проспекта Авенида Ривадавия, на углу улиц  Cachimayo и Эмилио Митре. Отсюда и до угла улиц Эмилио Митре и Хосе Бонифачо, было трамвайное движение до 1963 года, сейчас 2 км из этого пути используется Asociación Amigos del Tranvía, здесь с 1980 года проходит Исторический трамвай Буэнос-Айреса.
Инвестиции в строительство линии составили 17 млн аргентинских песо. Они были инвестированы 3.000.000 для рытья туннелей, 7 млн непосредственно в строительство , и 2 млн потрачены на 50 поездов.

## Фотогалерея

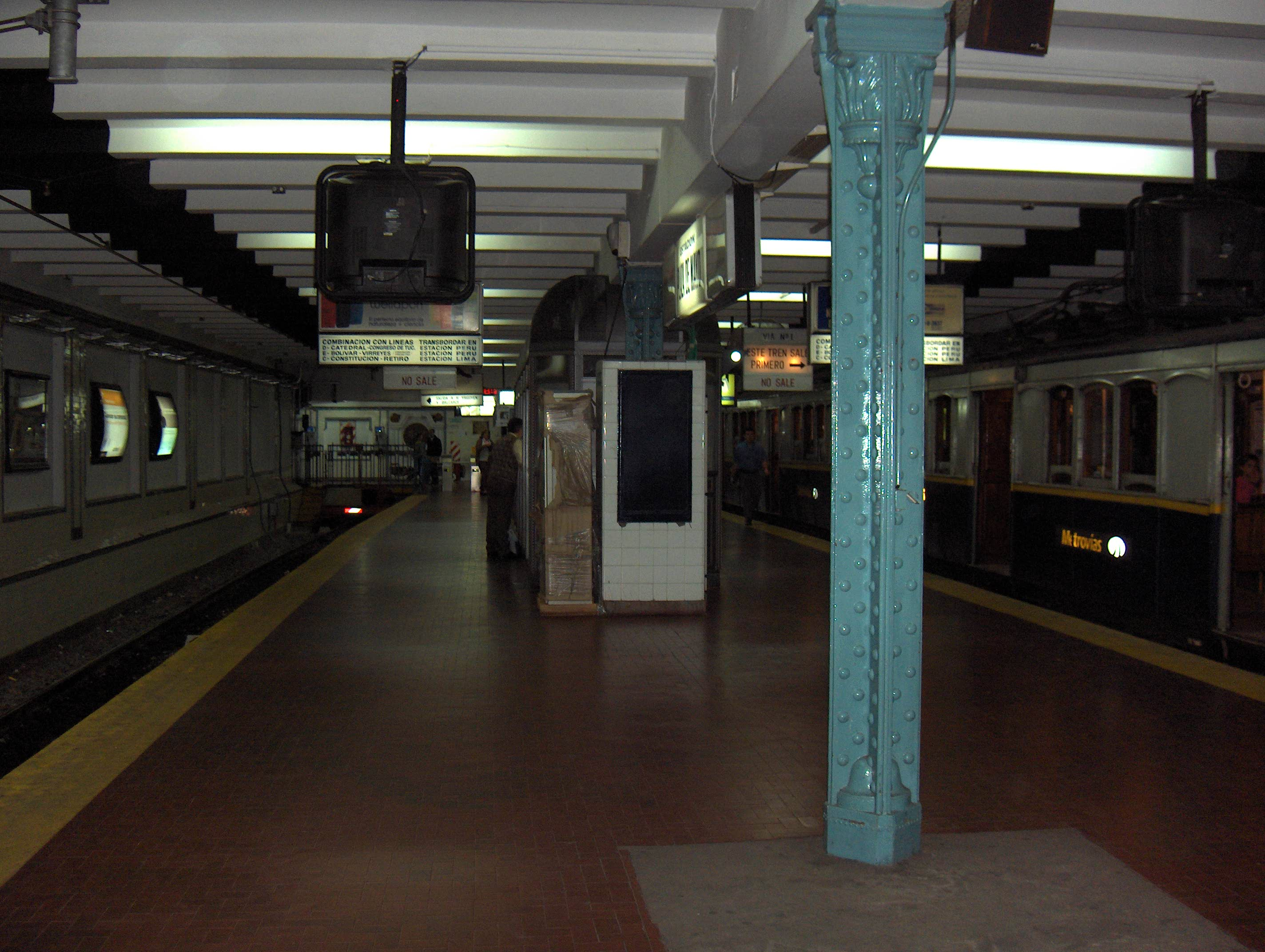
Площадь Мая
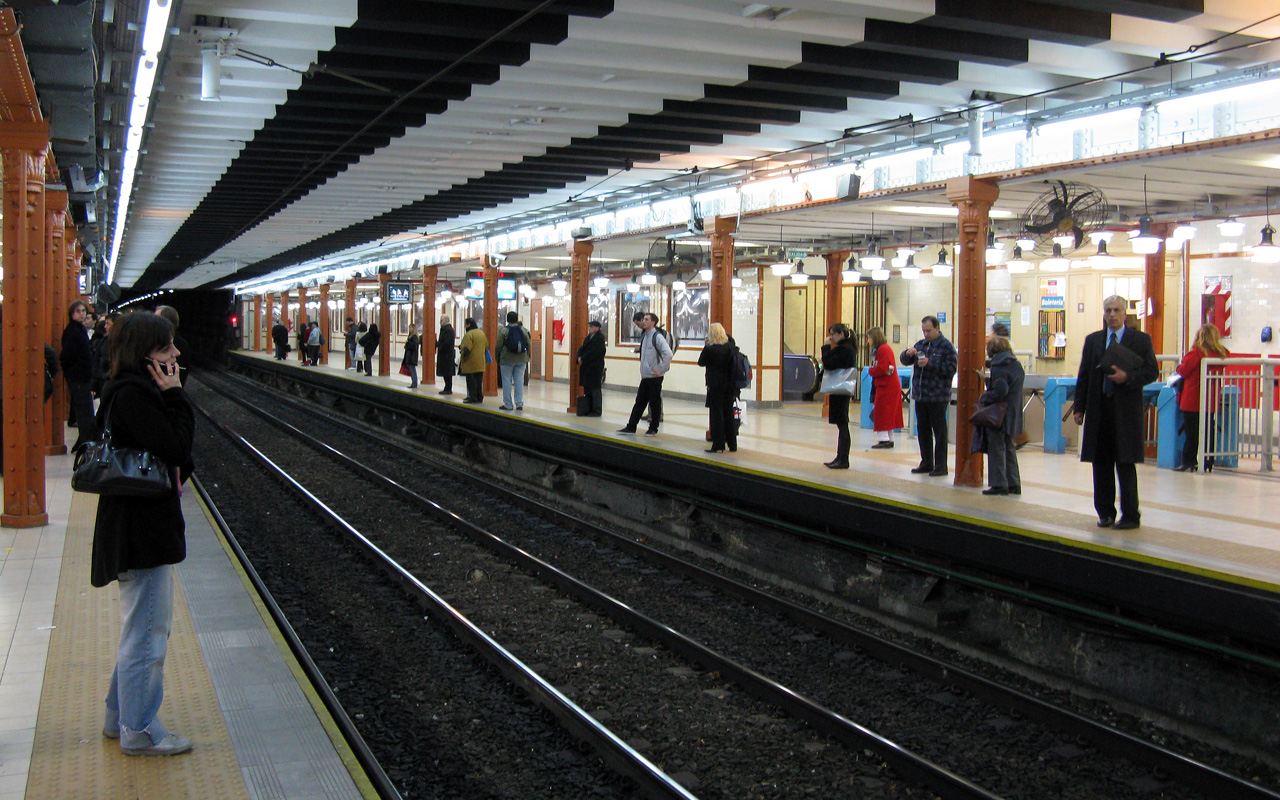
Перу
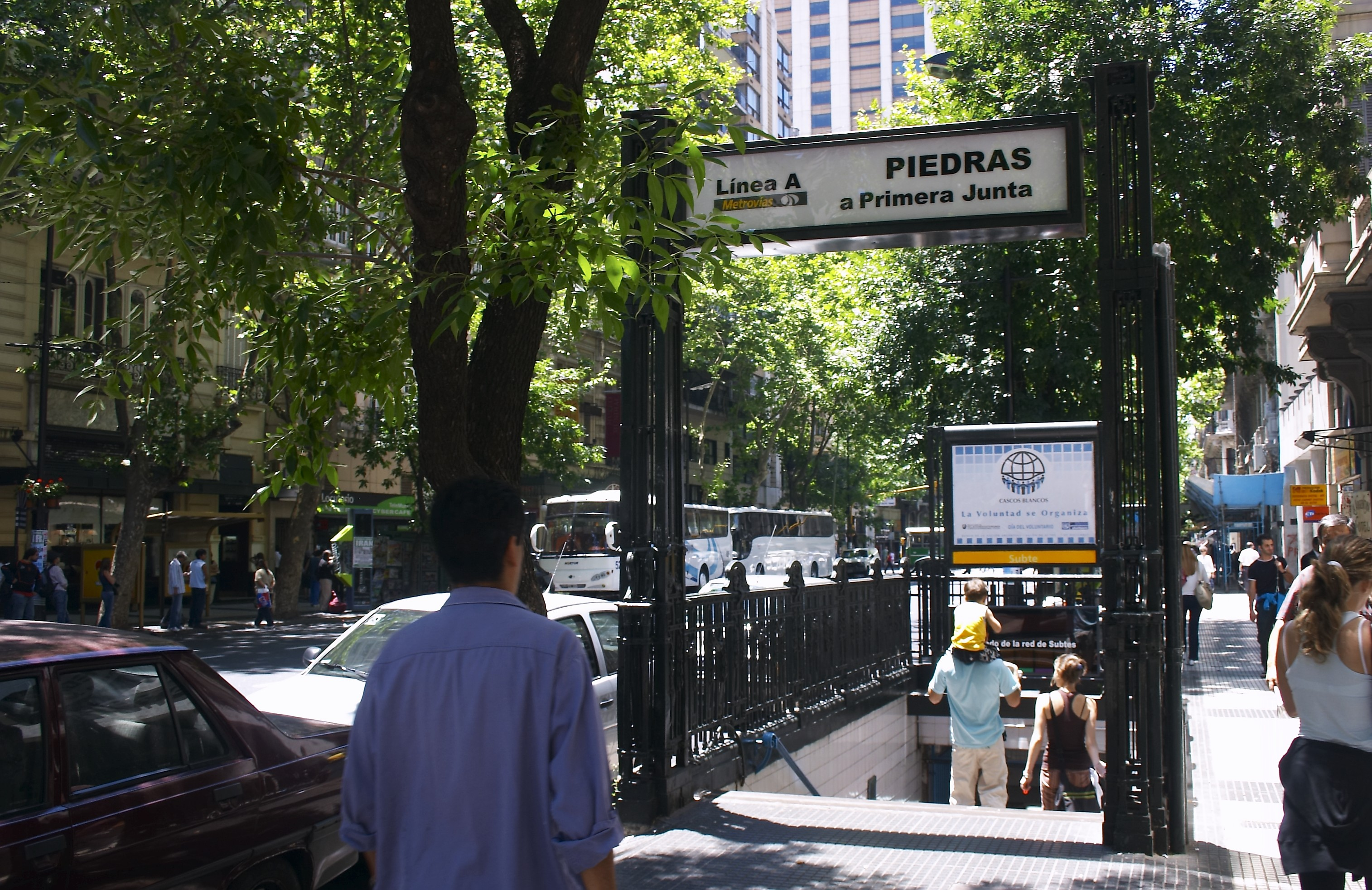
Пьедра
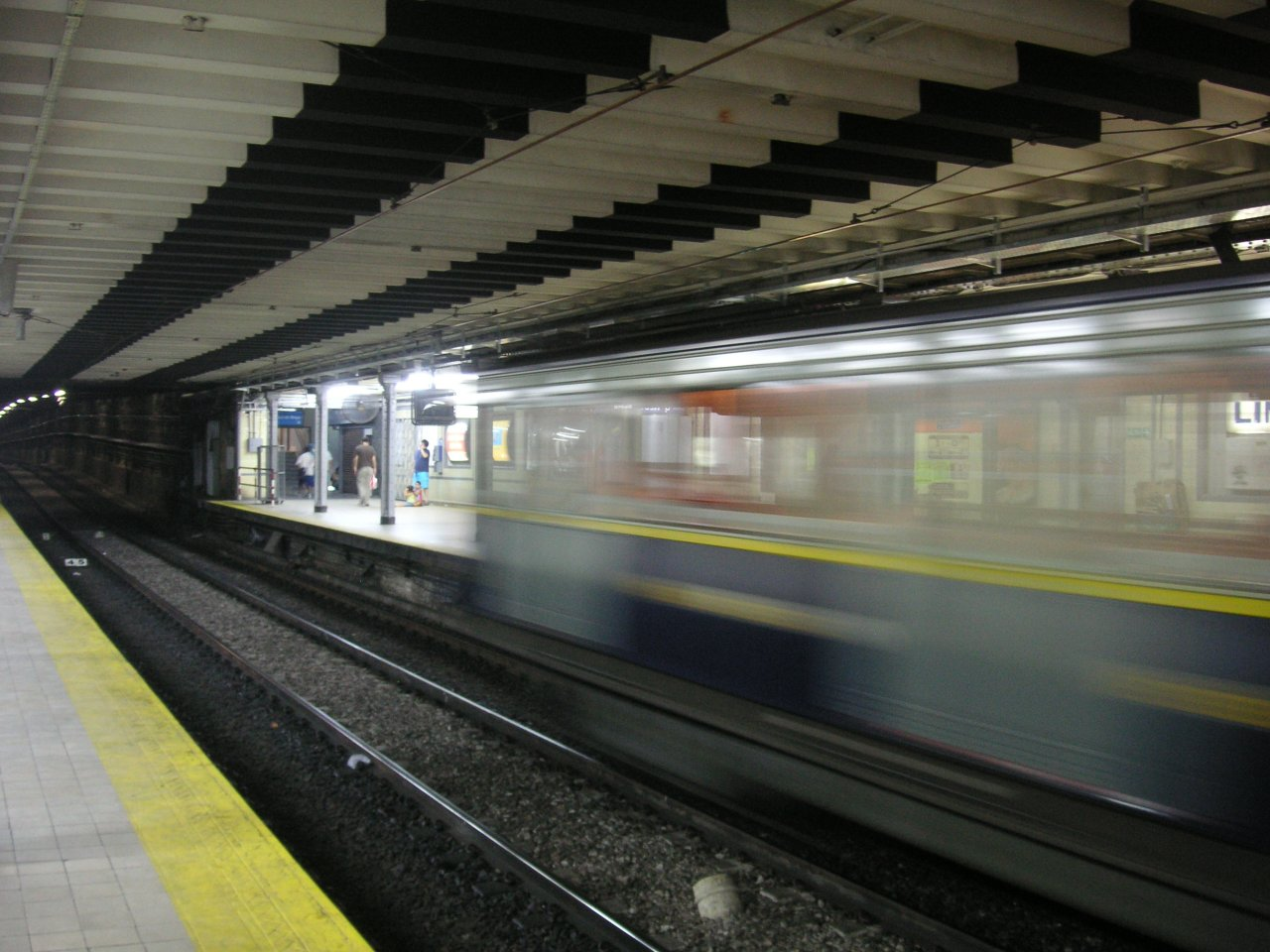
Лима
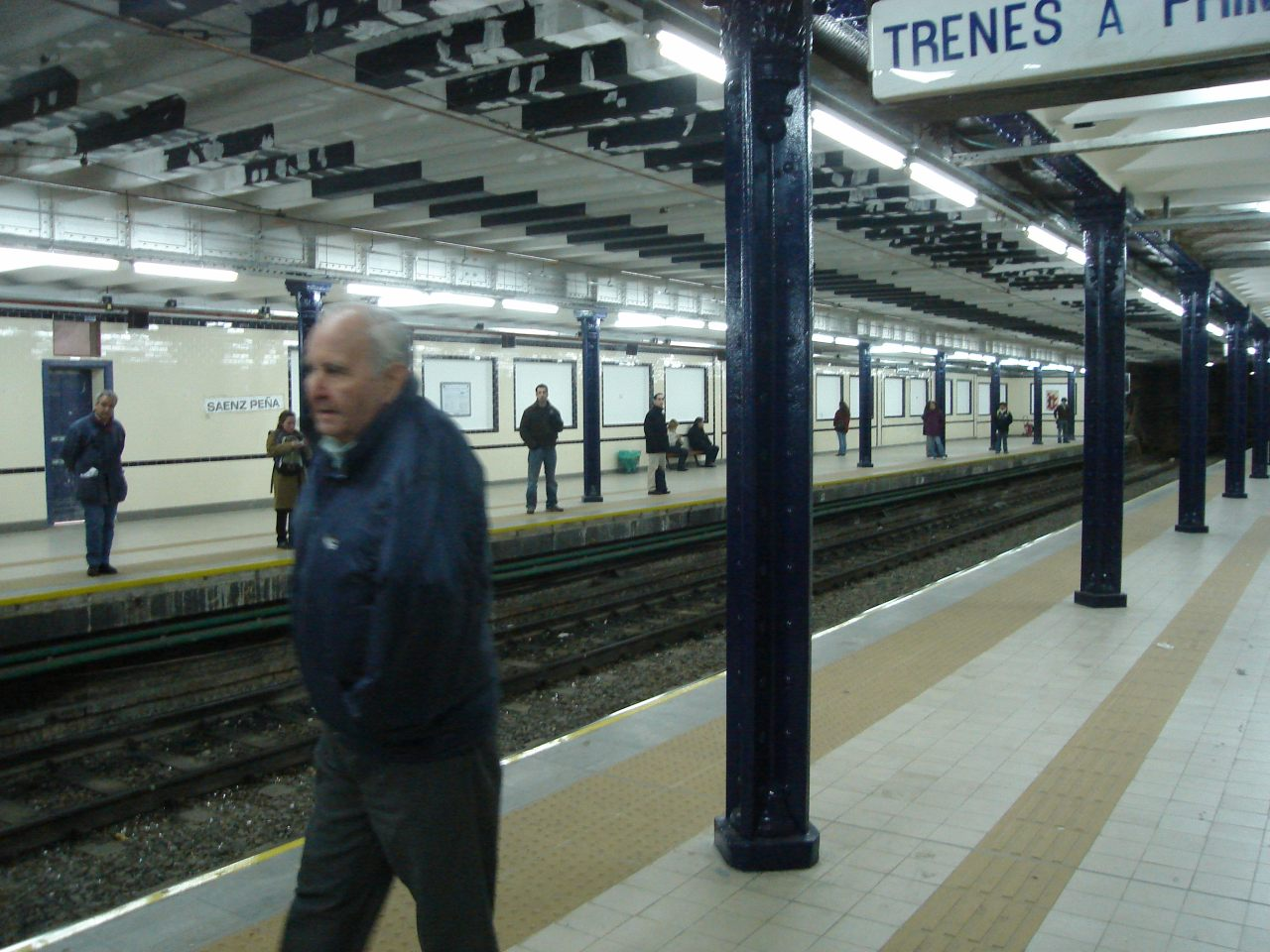
Саэнс Пенья
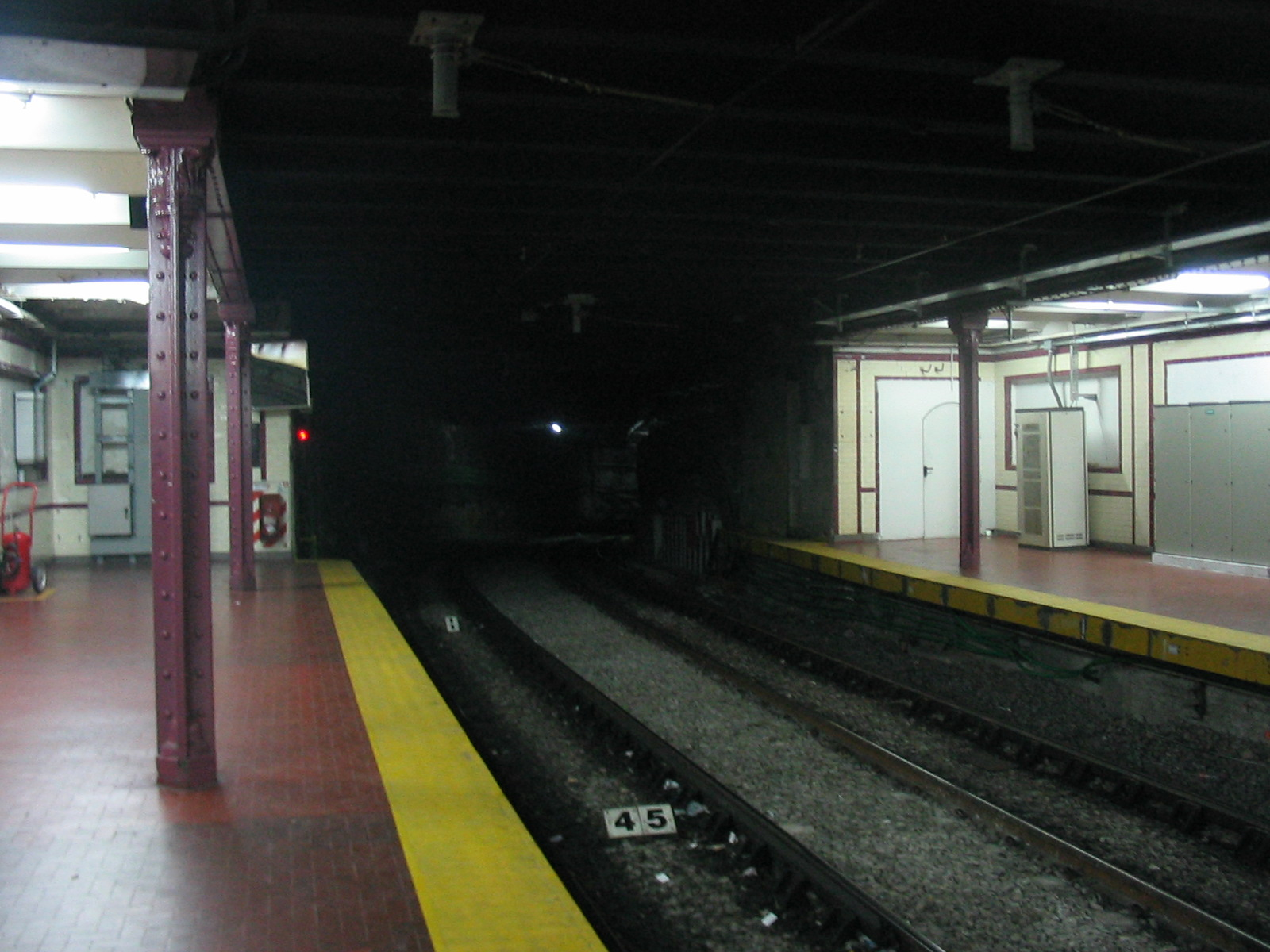
Конгресо
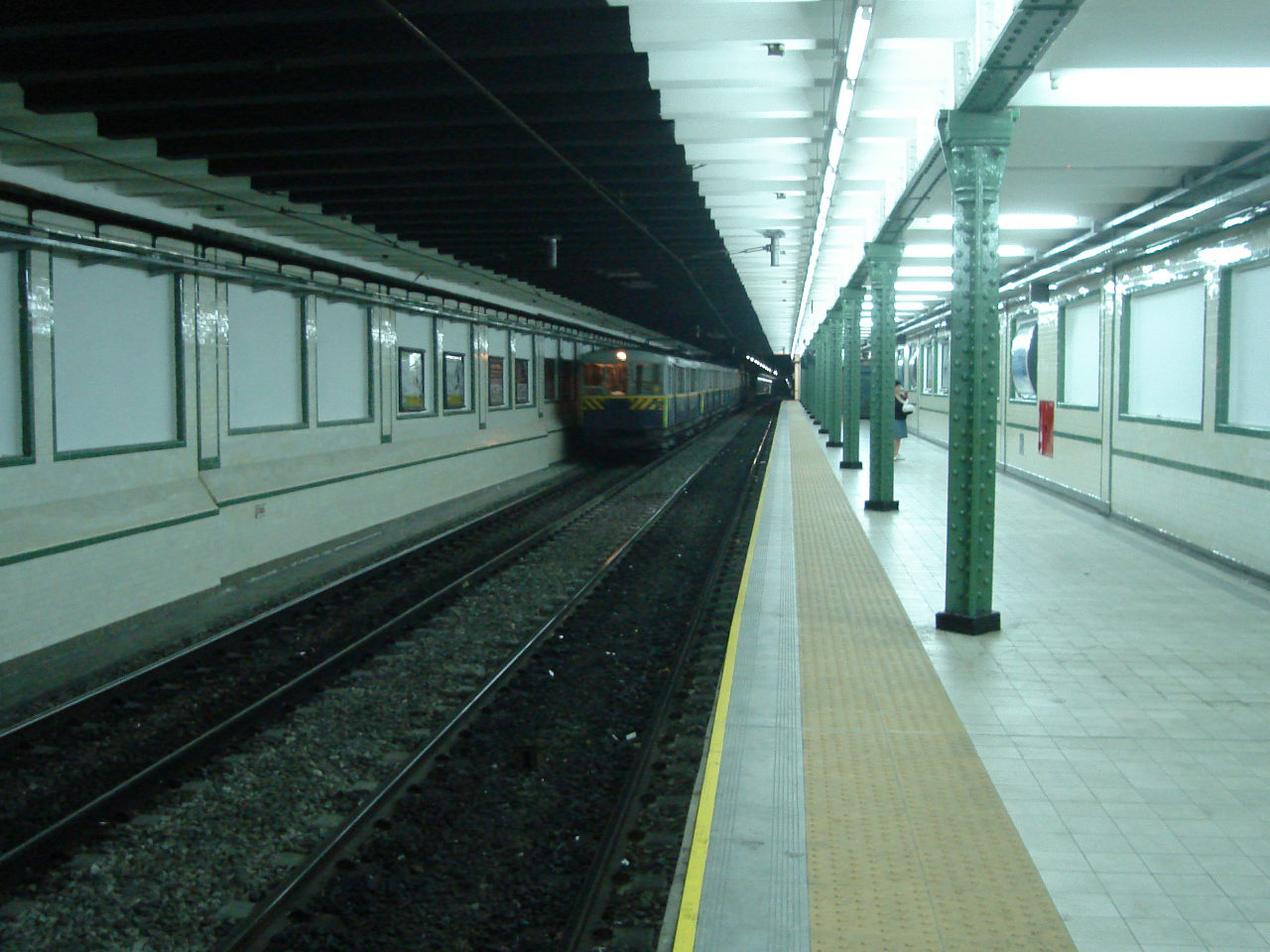
Паско
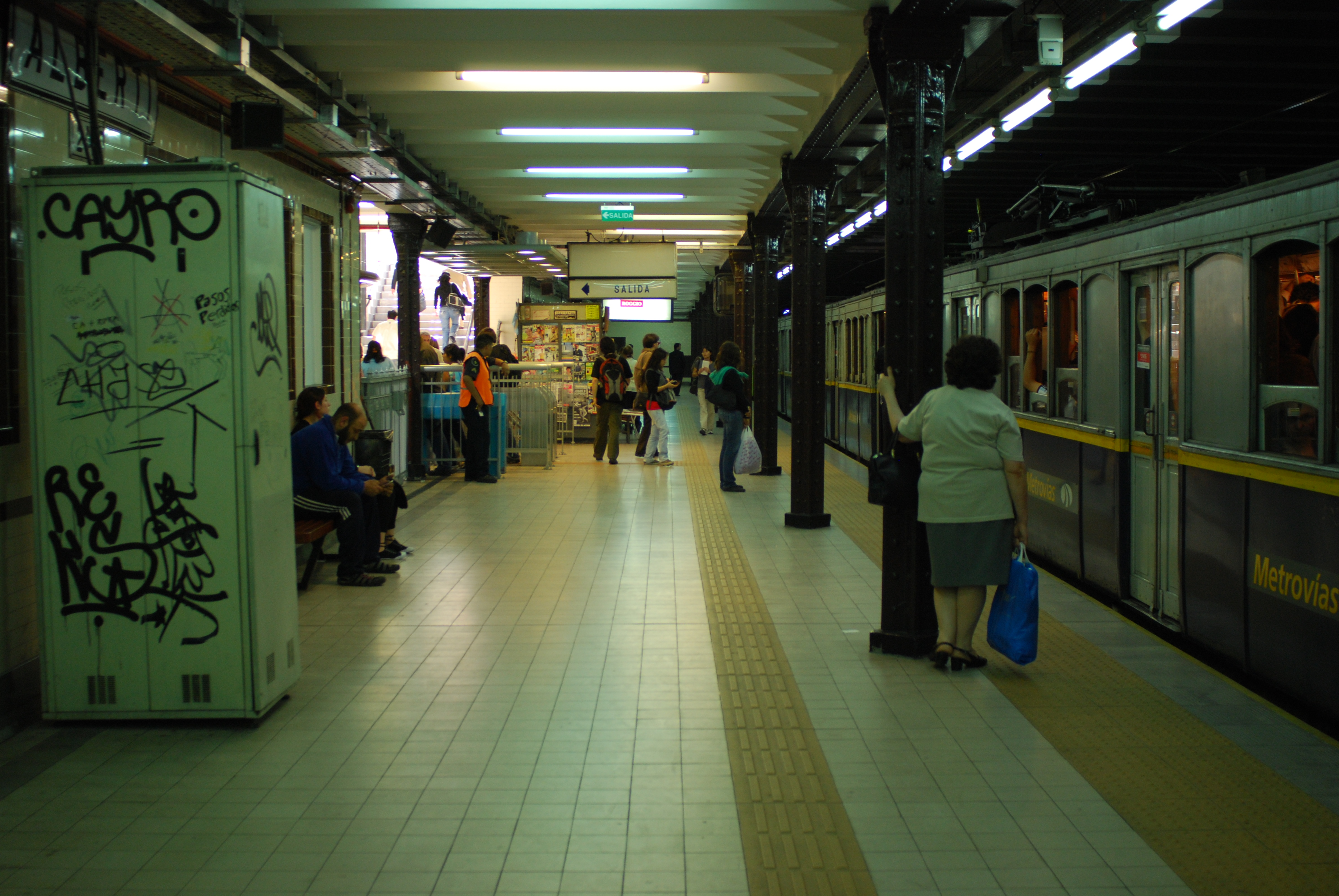
Альберти
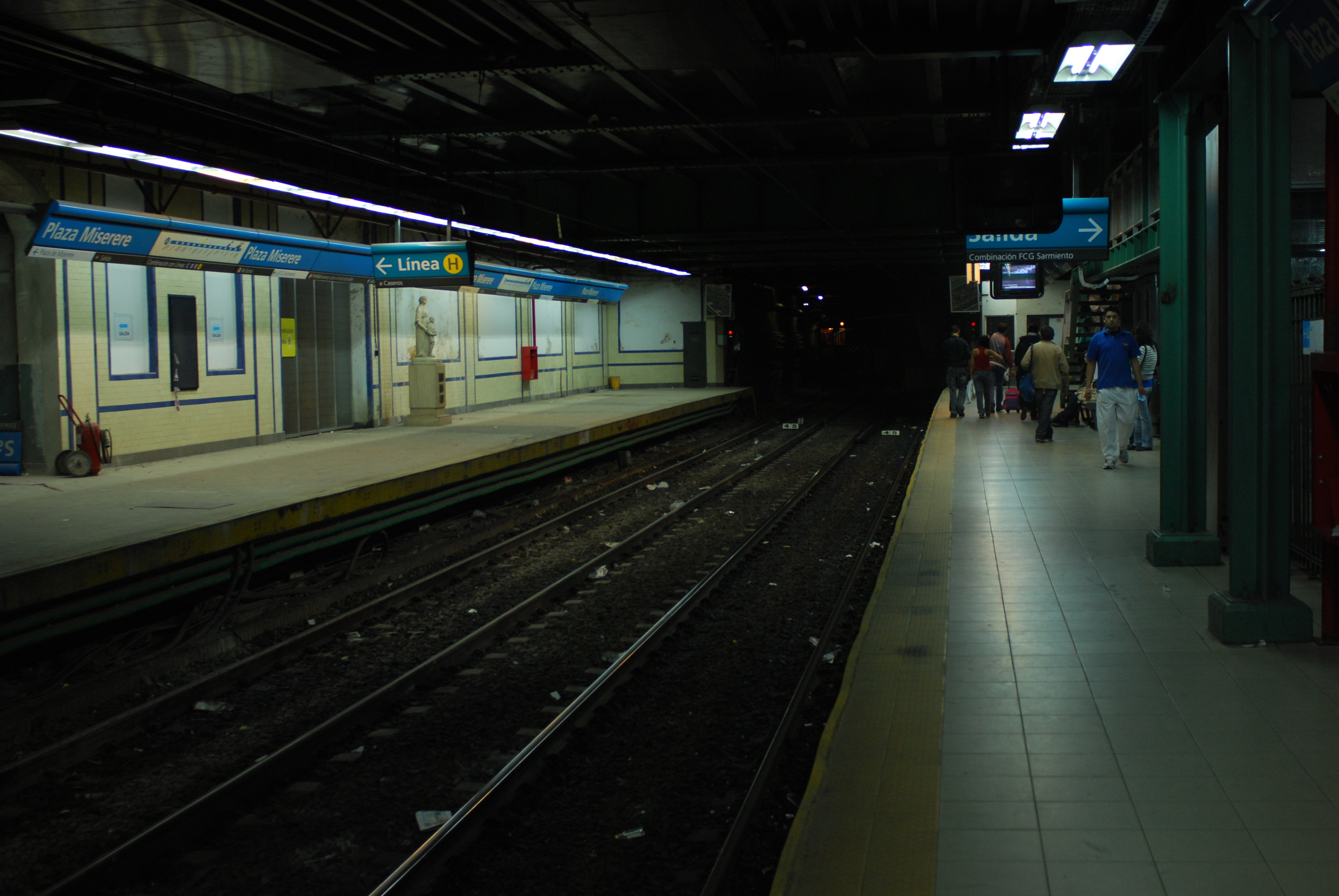
Пласа Мисерере
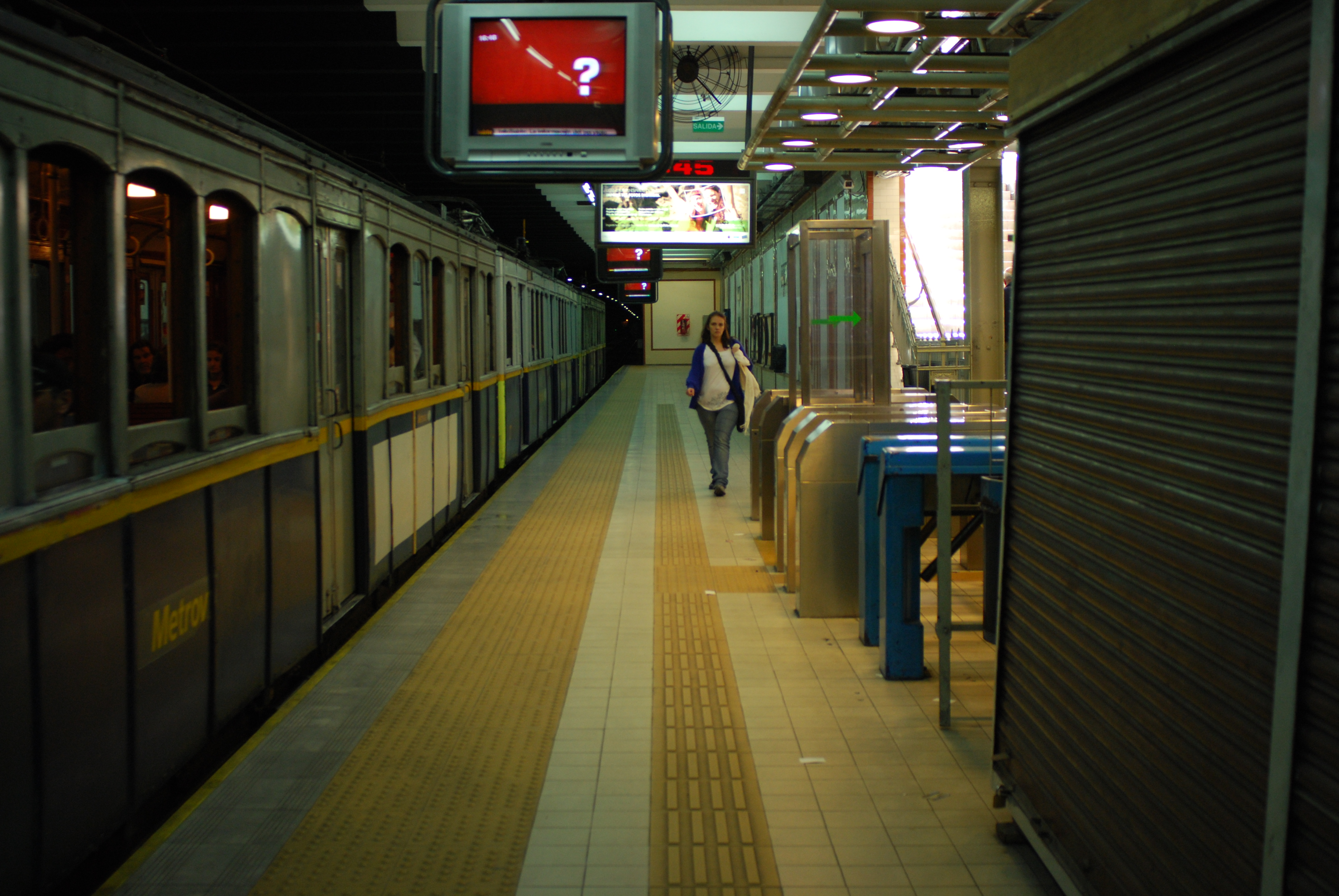
Лория
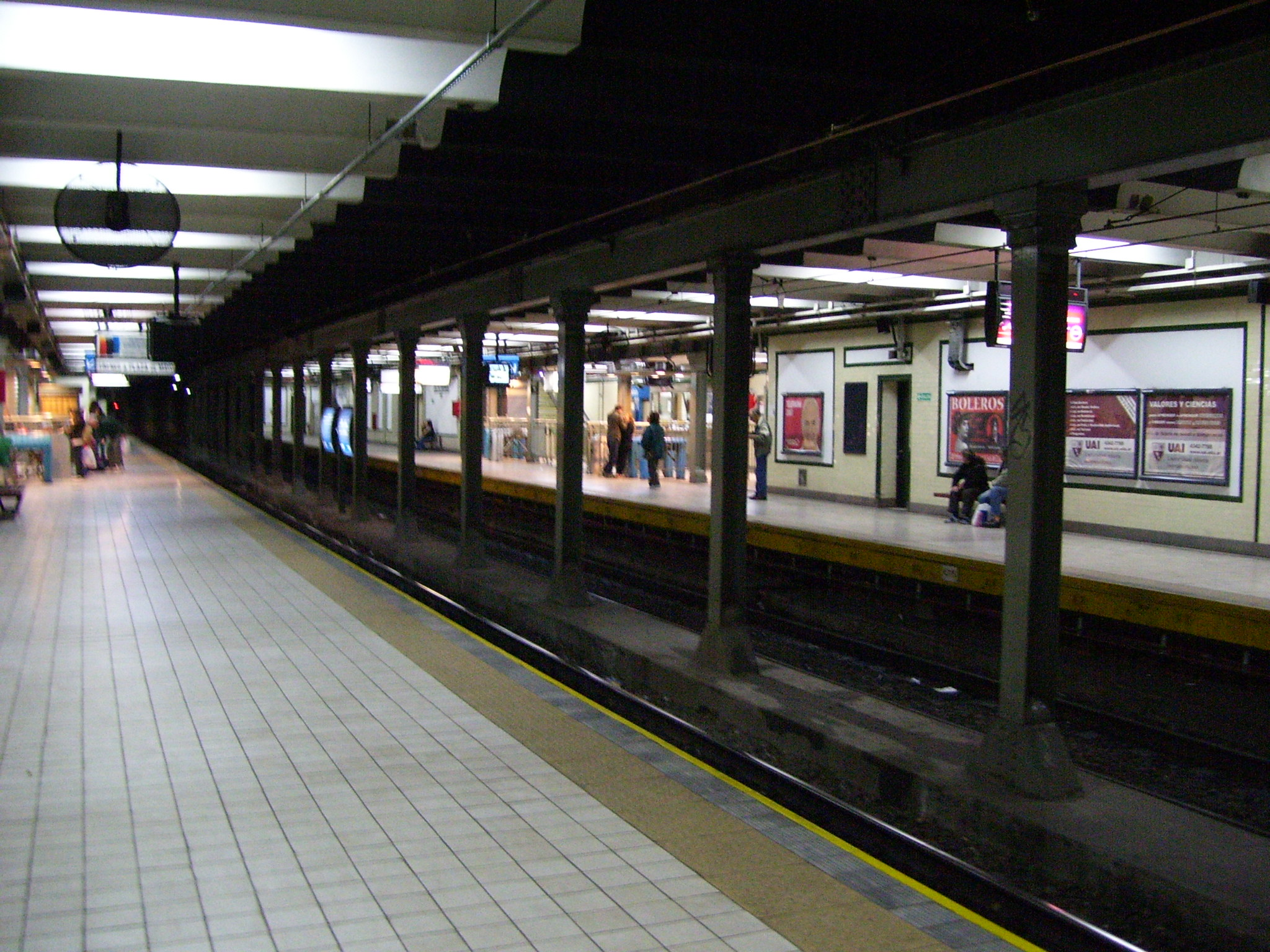
Кастро Баррос
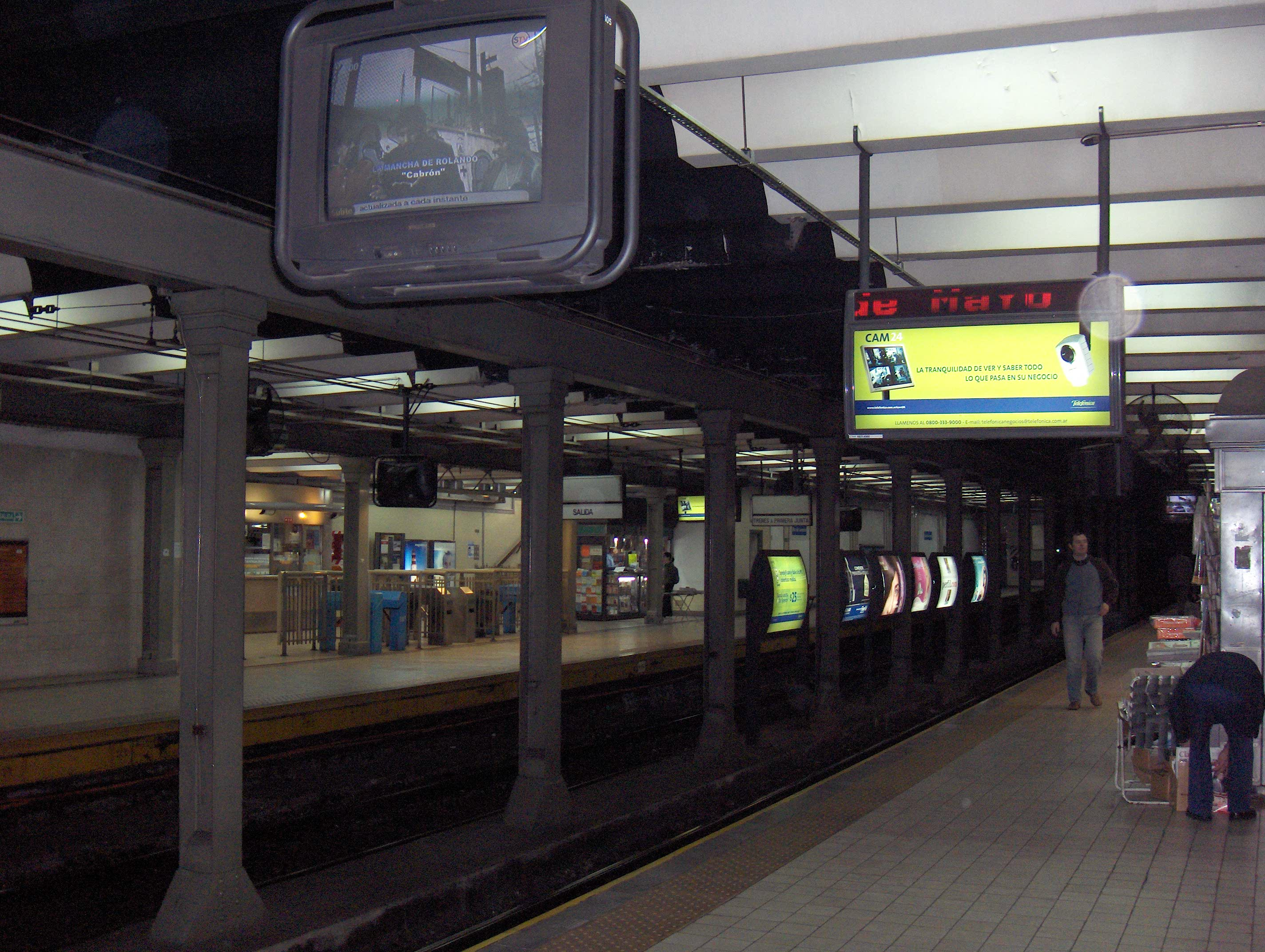
Рио де Жанейро
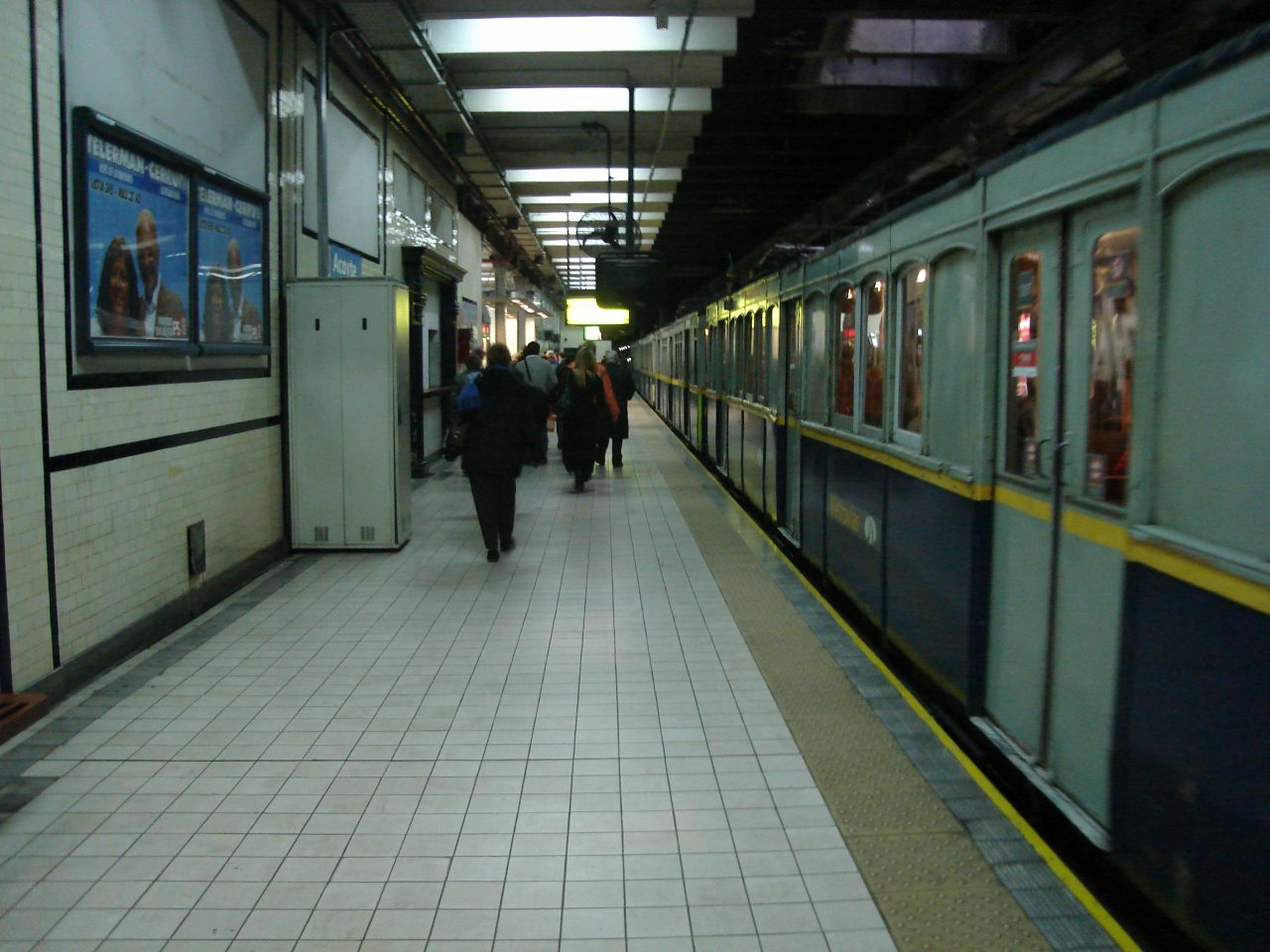
Акойт
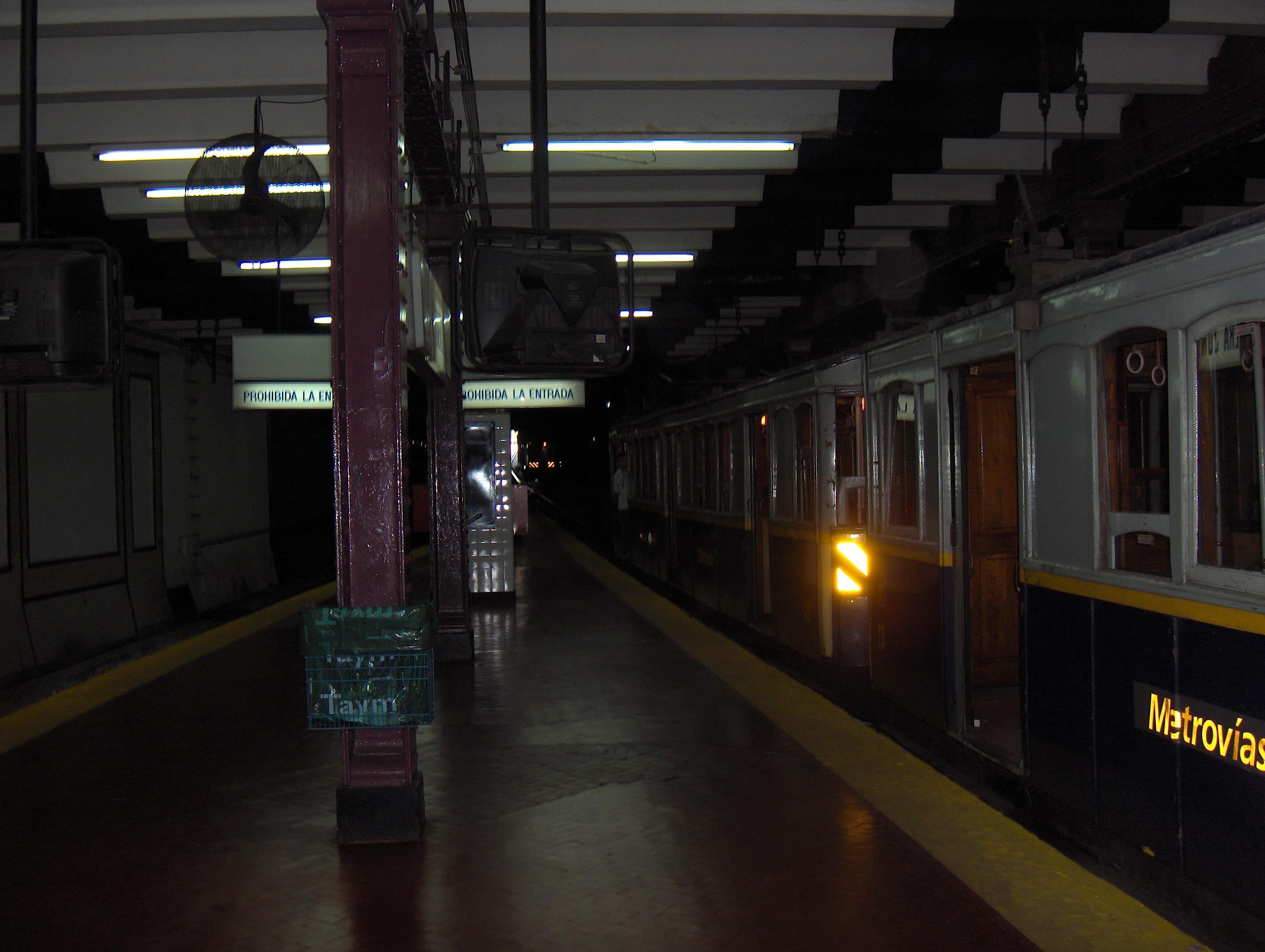
Примера Хунта
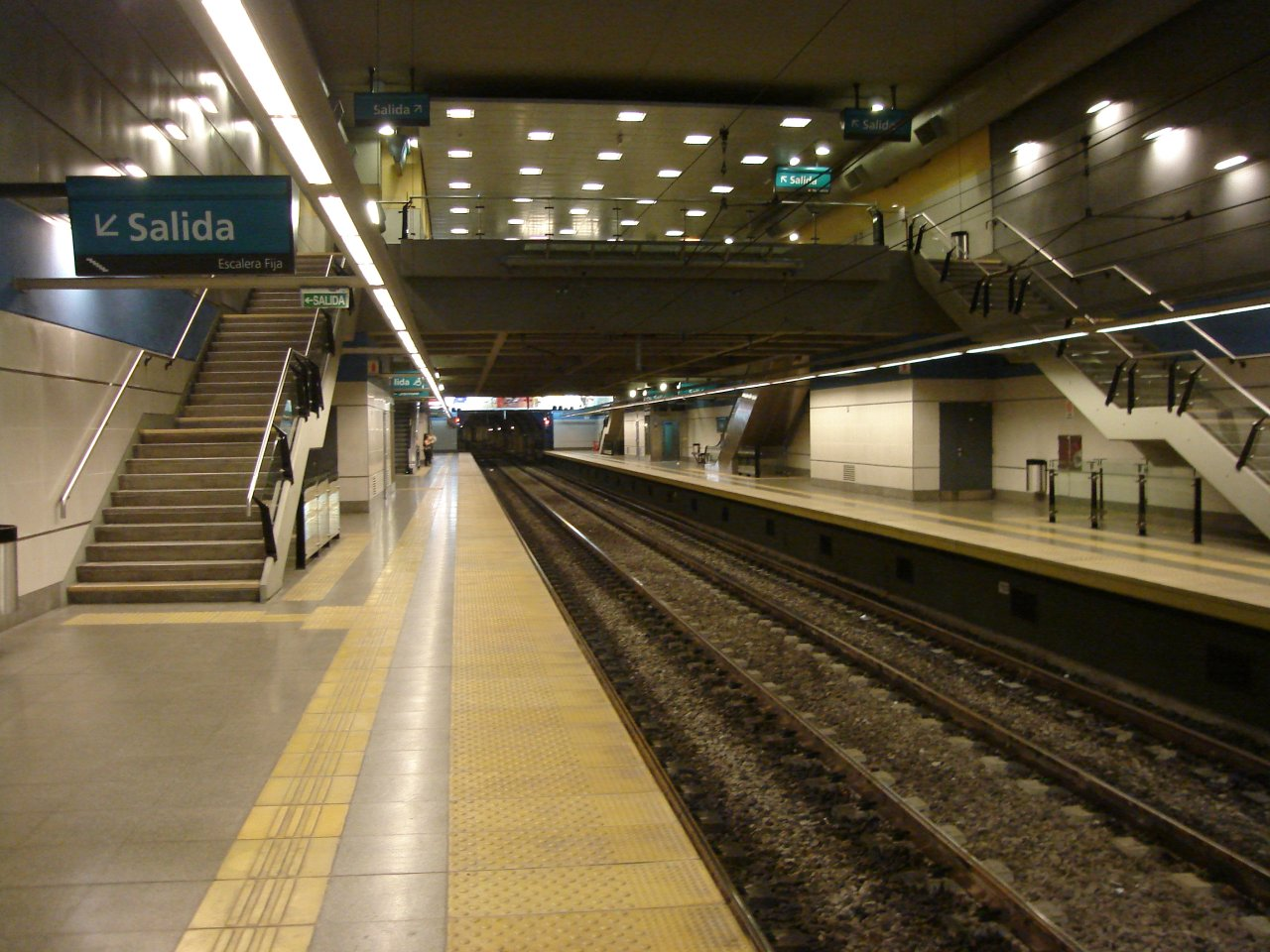
Пуан
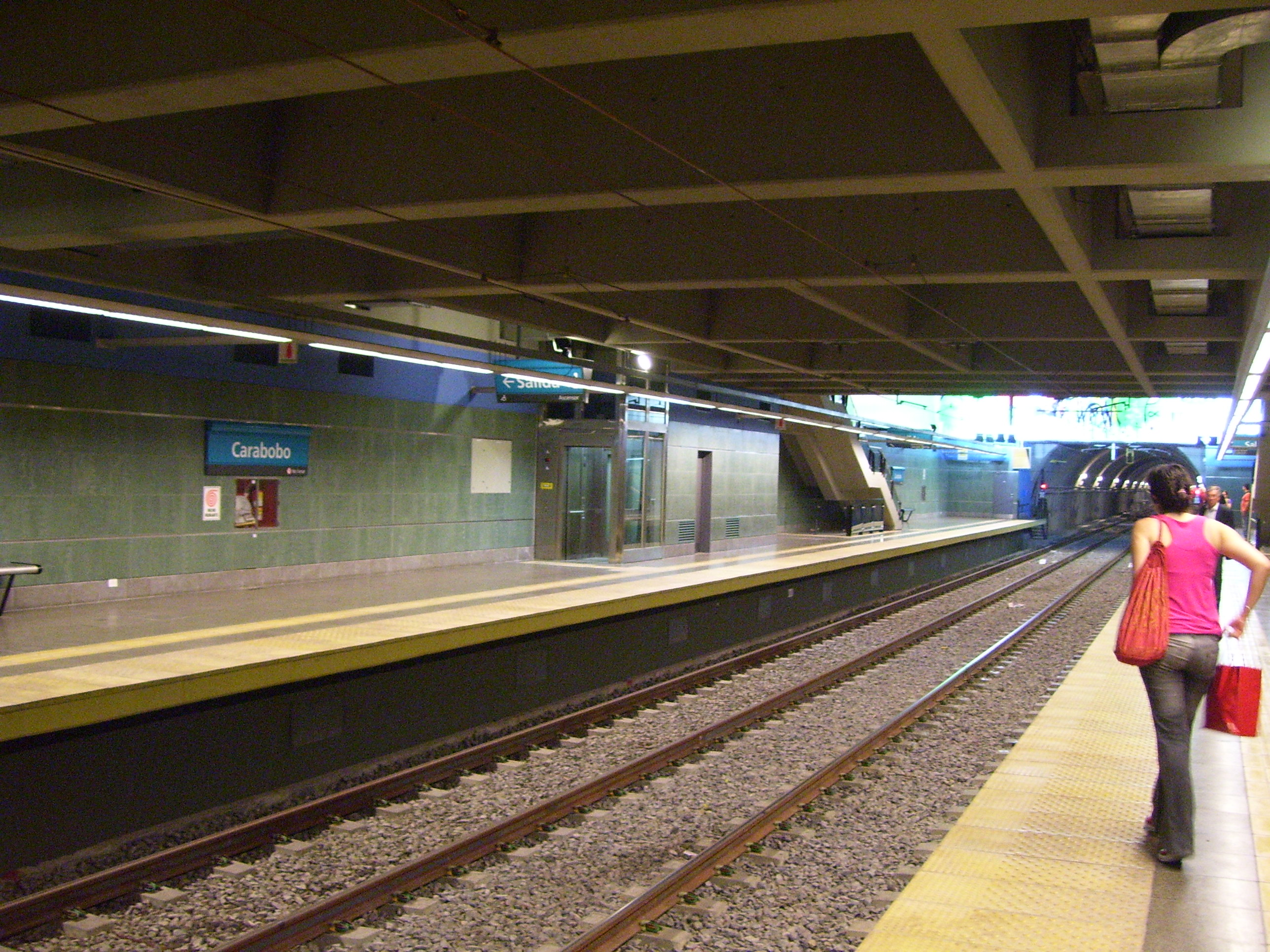
Карабобо